# Jakub Jasiński (lekarz)

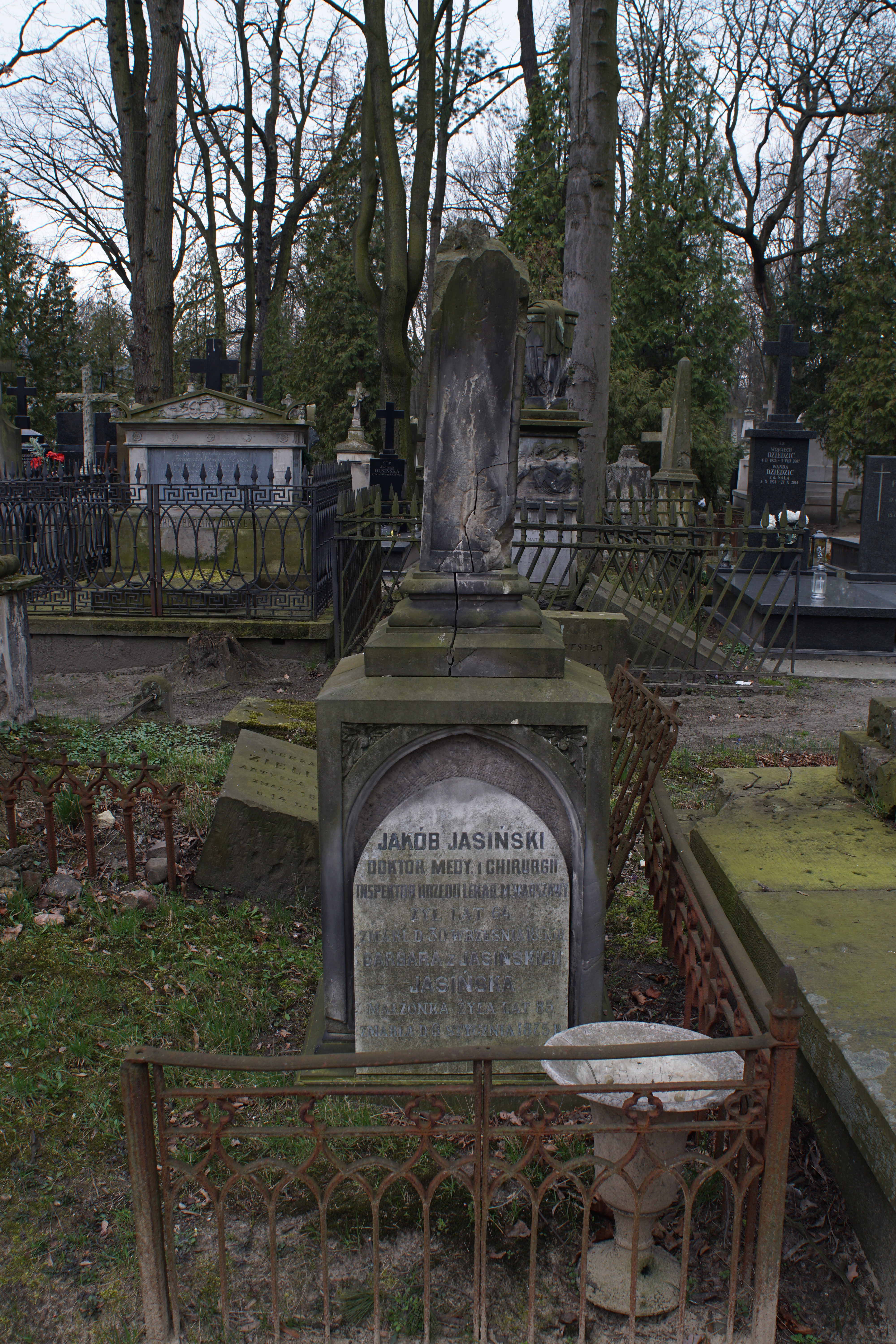
Grób Jakuba Jasińskiego na cmentarzu Powązkowskim

Jakub Jasiński (ur. 25 lipca 1791 w Warszawie, zm. 30 listopada 1855 tamże) – lekarz polski, fizyk miejski Warszawy.
Uczęszczał do liceum w Warszawie, następnie studiował na Akademii Medyko-Chirurgicznej gdzie w 1814 uzyskał stopień doktora medycyny i chirurgii. W latach 1816–1817 pracował jako fizyk powiatu lipnowskiego. Później prowadził praktykę chirurgiczną w Warszawie, od 1828 był członkiem Towarzystwa Lekarskiego Warszawskiego. W 1823 został nobilitowany, otrzymał herb Złotowąż.
W czasie powstania listopadowego pracował w warszawskich szpitalach Św. Łazarza i Ujazdowskim. Za działalność lekarską został odznaczony Złotym Krzyżem Orderu Virtuti Militari (4 listopada 1831). Po powstaniu pozostał w Warszawie, gdzie w 1834 objął stanowisko fizyka miejskiego. Pracował także jako inspektor Urzędu Lekarskiego. Brał aktywny udział w walce z epidemią cholery w 1836, 1837, 1848 i 1852.
Ogłosił szereg prac poświęconych tematyce medyczne w czasopismach polskich i niemieckich. Jego synem był Stanisław, rejent i działacz kulturalny, wnukami m.in. Roman (lekarz), Kazimierz (adwokat i literat) oraz Feliks (inżynier konstruktor, profesor w Instytucie Inżynierów Komunikacji w Petersburgu). Spoczywa na cmentarzu Powązkowskim w Warszawie (kwatera 8-3-21).
Członkowie rodu Jasińskich nadal żyją w Warszawie/Jabłonnie.